# قيلة مائية خصوية
قيلة مائية خصوية وتُسمى أيضًا أدرة خصوية هي تراكمٌ لسائلٍ صافٍ شبيهٌ بالماء داخل الغلالة الغمدة وهو الغلاف المحيط بالخصية Tunica albuginea، وهو الفراغ المحتمل بين طبقات الغلالة المهبلية في الخصية tunica vaginalis. تسبب القيلة المائية الأولية تضخمًا غير مؤلم في كيس الصفن على الجانب المصاب ويُعتقد أنه ناتج عن الامتصاص المعيب للسوائل التي تفرز بين طبقتين من الغلالة المهبلية (الغشاء المستثمر). تكون القيلة المائية الثانوية ثانوية إما لالتهاب أو ورم في الخصية.
تحدث القيلة المائية عادةً في جانب واحد، ولكنها قد تؤثر أيضًا على كلا الجانبين. يمكن أن يكون التراكم علامة على إصابة جسدية أو عدوى أو ورم أو جراحة دوالي الخصية، ولكن السبب غير معروف بشكل عام. يشير الفتق الإربي غير المباشرIndirect inguinal hernia إلى زيادة خطر الإصابة بالقيلة المائية.
تعتبر القيلة المائية أكثر شيوعًا عند الأولاد من الفتيات. عادة ما يُرى القيلة المائية عند الأولاد الرضع على شكل كيس صفن متضخم. يظهر عند الفتيات الصغيرات على شكل شفرات متضخمة enlarged labia.

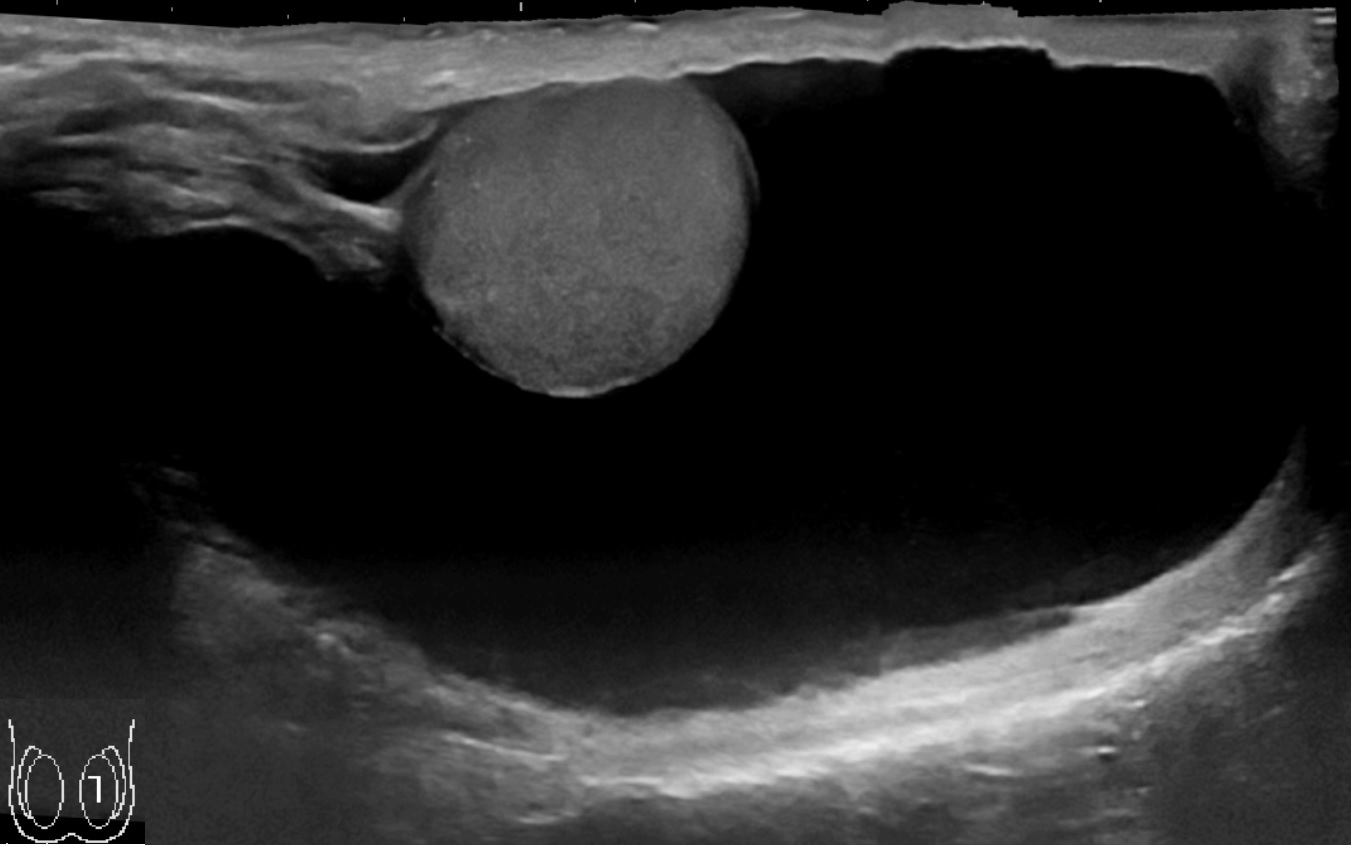
الموجات فوق الصوتية الصفنية لقيلة مائية كبيرة 1 dm، مع سائل عديم الصدى (داكن) يحيط بالخصية.

## العلامات والأعراض
تبدو القيلة المائية وكأنها بالون صغير مملوء بسائل داخل كيس الصفن. ويكون أملس، وأمام الخصية عادةً. تختلف القيلة المائية بشكل كبير في الحجم وعادة ما تكون غير مؤلمة وغير ضارة. ومع ذلك، مع استمرار تراكم السائل وتضخم كيس الصفن، يمكن توقع المزيد من الانزعاج والشعور بعدم الراحة. القيلة المائية الكبيرة ستسبب عدم الراحة بسبب حجمها. في بعض الأحيان يمكن أن يكون الألم في كلتا الخصيتين لأن الضغط من المنطقة المتضخمة يضغط على المنطقة غير المصابة مما قد يسبب عدم الراحة للخصية الطبيعية. وقد وجد أيضًا أنه يقلل من الدافع الجنسي للرجل ويجعله أقل نشاطًا خوفًا من تضخم الكتلة. نظرًا لأن سائل القيلة المائية يكون شفافًا، فإن الضوء الذي يضيء عبر المنطقة القيلة المائية سيكون مرئيًا من الجانب الآخر. تسمى هذه الظاهرة بالتضوء transillumination.
يمكن بسهولة تمييز أعراض القيلة المائية عن سرطان الخصية، حيث تكون القيلة المائية ناعمة ومليئة بالسوائل، في حين أن سرطان الخصية يكون قاسيًا وخشنًا.

### الخصوبة
لا يُعتقد عمومًا أن القيلة المائية تؤثر على الخصوبة. ومع ذلك، قد يكون مؤشرًا على عوامل أخرى قد تؤثر على الخصوبة.

تحدث القيلة المائية الناجم عن فشل إغلاق العملية المهبليةprocessus vaginalis.

## الأسباب
أثناء مرحلة التطور الجنيني، تنزل الخصية عبر القناة الأربية inguinal canal، مما يؤدي إلى سحب رتج diverticulum من الصفاق peritoneum إلى كيس الصفن أثناء نزوله. يُعرف هذا النسيج البريتوني باسم العملية المهبلية processus vaginalis. عادة، يتم طمس الاتصال بين العملية المهبلية processus vaginalis والغشاء البريتوني، وتكون الغلالة المهبلية tunica vaginalis هي النسيج الذي يبقى فوق الخصية والبربخ.
تنتج القيلة المائية الخلقية عند بقاء النتوء المهبليtunica vaginalis، مما يسمح بتراكم السائل من الصفاق في كيس الصفن.

## التشخيص
من خلال الموجات فوق الصوتية التشخيصية يمكن تشخيص تراكم السوائل بشكل صحيح.

## العلاج
يمكن تصريف السائل المتراكم عن طريق الشفط، ولكن هذا قد يكون مؤقتًا فقط. البديل الأكثر ديمومة هو إجراء جراحي، بشكل عام، إجراء خارجي متنقل (في نفس اليوم)، يسمى استئصال القيلة المائية. هناك نوعان من التقنيات الجراحية المتاحة لاستئصال القيلة المائية:

### استئصال القيلة المائية مع استئصال كيس القيلة المائية
شق كيس القيلة بعد التعبئة الكاملة للقيلة المائية. الاستئصال الجزئي لكيس القيلة المائية، وترك فراغ من 1-2 سم. يجب الحرص على عدم إصابة أوعية الخصية أو البربخ أو القناة المؤجلة. يتم خياطة حافة كيس القيلة المائية من أجل الإرقاء (تقنية فون بيرغمان) أو تُخيط الحواف معًا خلف الحبل المنوي (تقنية وينكلمان أو جابولاي). جراحة القيلة المائية مع استئصال كيس القيلة المائية مفيدة للقنوات المائية الكبيرة أو السميكة والجدران المائية متعددة الخلايا.

### جراحة القيلة المائية مع ثني كيس القيلة المائية
يتم فتح القيلة المائية بشق صغير في الجلد دون مزيد من التحضير. يتم تقليل كيس القيلة المائية (مطوي) عن طريق جراحة القيلة المائية: تقنية لورد. تقنية الطي مناسبة للقنوات المائية متوسطة الحجم ورقيقة الجدران. ميزة تقنية الطي هي التشريح المصغر مع معدل مضاعفات منخفض.
إذا لم تتم إزالة القيلة المائية جراحيًا، فقد تستمر في النمو. يمكن استنشاق سائل القيلة المائية. يمكن إجراء هذا الإجراء في مكتب أو عيادة طبيب المسالك البولية وهو أقل توغلًا، ولكن معدلات التكرار عالية. المعالجة بالتصليب، حقن محلول بعد شفط سائل القيلة المائية قد يزيد من معدلات النجاح. [4] في كثير من المرضى، يتم تكرار إجراء الشفط والمعالجة بالتصليب مع تكرار القيلة المائية.